# Теплові нейтрони
Теплові́ нейтро́ни — нейтрони, які перебувають у тепловій рівновазі з атомами середовища, тобто мають енергію близьку до {\displaystyle {\frac {3}{2}}k_{B}T}, де {\displaystyle k_{B}} — стала Больцмана, T — температура.
При кімнатній температурі енергія теплових нейтронів становить кілька сотих електронвольта ({\displaystyle k_{B}T} = 0,026 еВ при T = 300 K).

## Використання
Сповільнення нейтронів до теплових енергій необхідне в ядерних реакторах, оскільки ймовірність захоплення нейтрона ядром збільшується зі зменшенням енергії нейтрона.
У реакціях поділу утворюються нейтрони з енергією в дуже широкому діапазоні, від кількох еВ до кількох МеВ. При кожному зіткненні з атомами речовини нейтрони втрачають частину своєї енергії й після низки зіткнень термалізуються. Найефективніше енергія втрачається при зіткненнях із атомами, які мають приблизно таку ж масу, як маса нейтрона. Тому найкращими сповільнювачами нейтронів є речовини, що містять багато Гідрогену, наприклад вода. Однак, виходячи з міркувань проєктування ядерних реакторів, для сповільнення нейтронів використовують також графіт.
Розсіювання теплових нейтронів на кристалічній ґратці використовують у нейтронографії, зокрема для вивчення спектру фононів.